# Schloss Tynnelsö

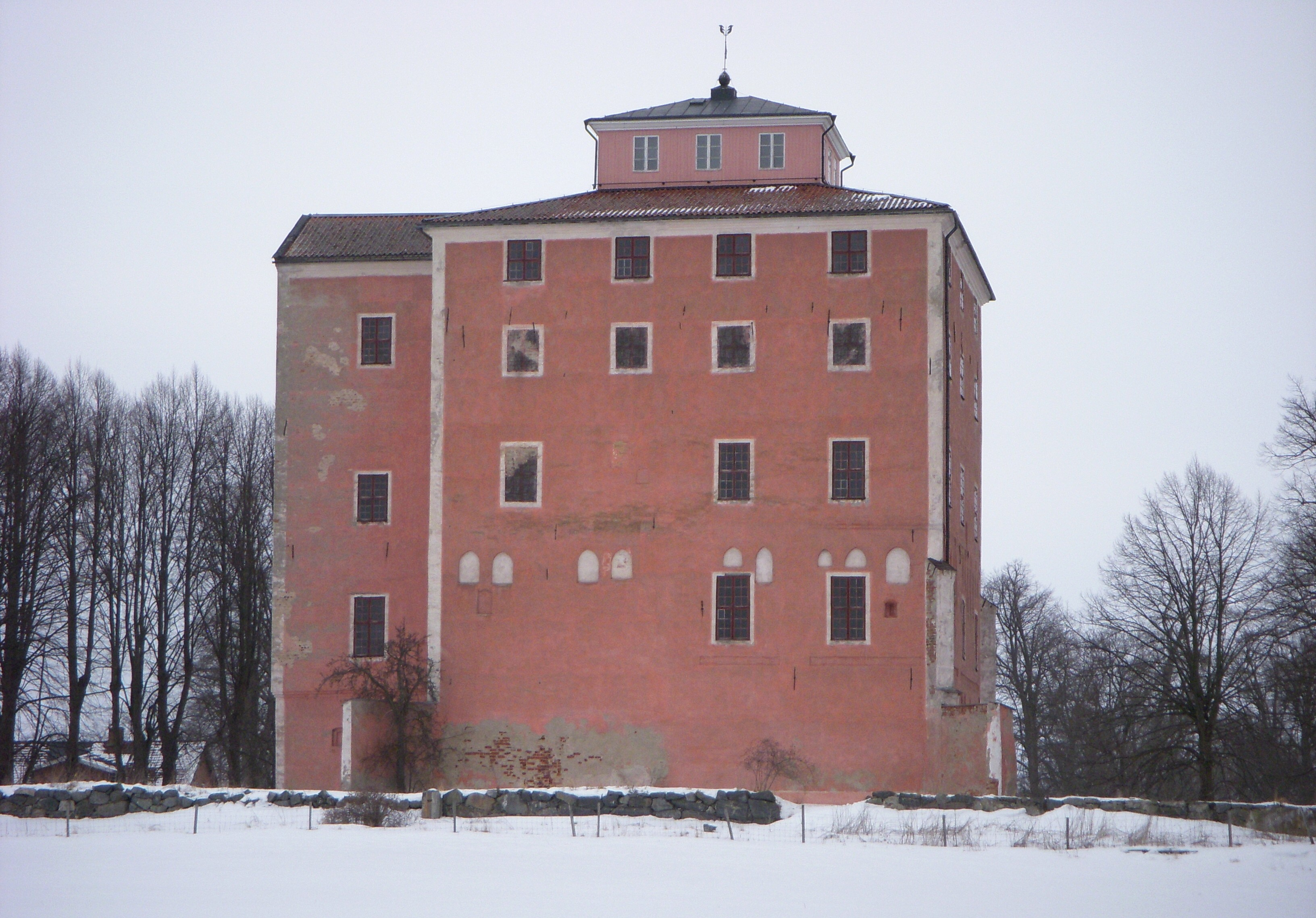
Schloss Tynnelsö, Südseite

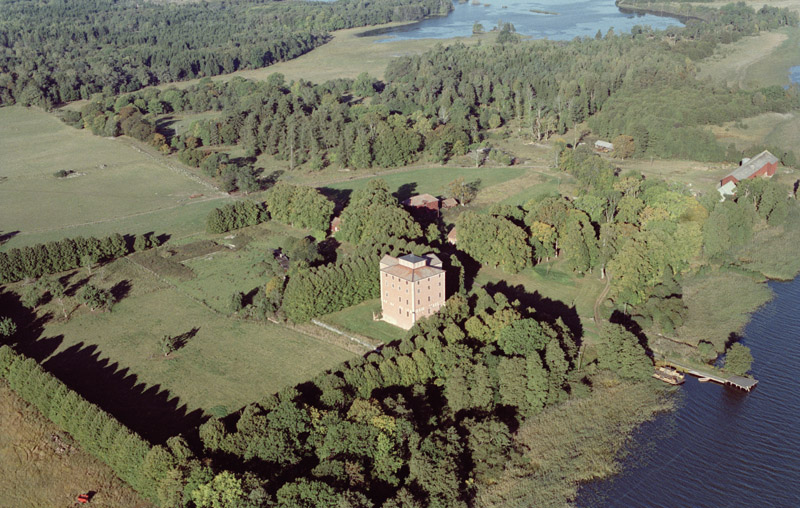
Schloss Tynnelsö

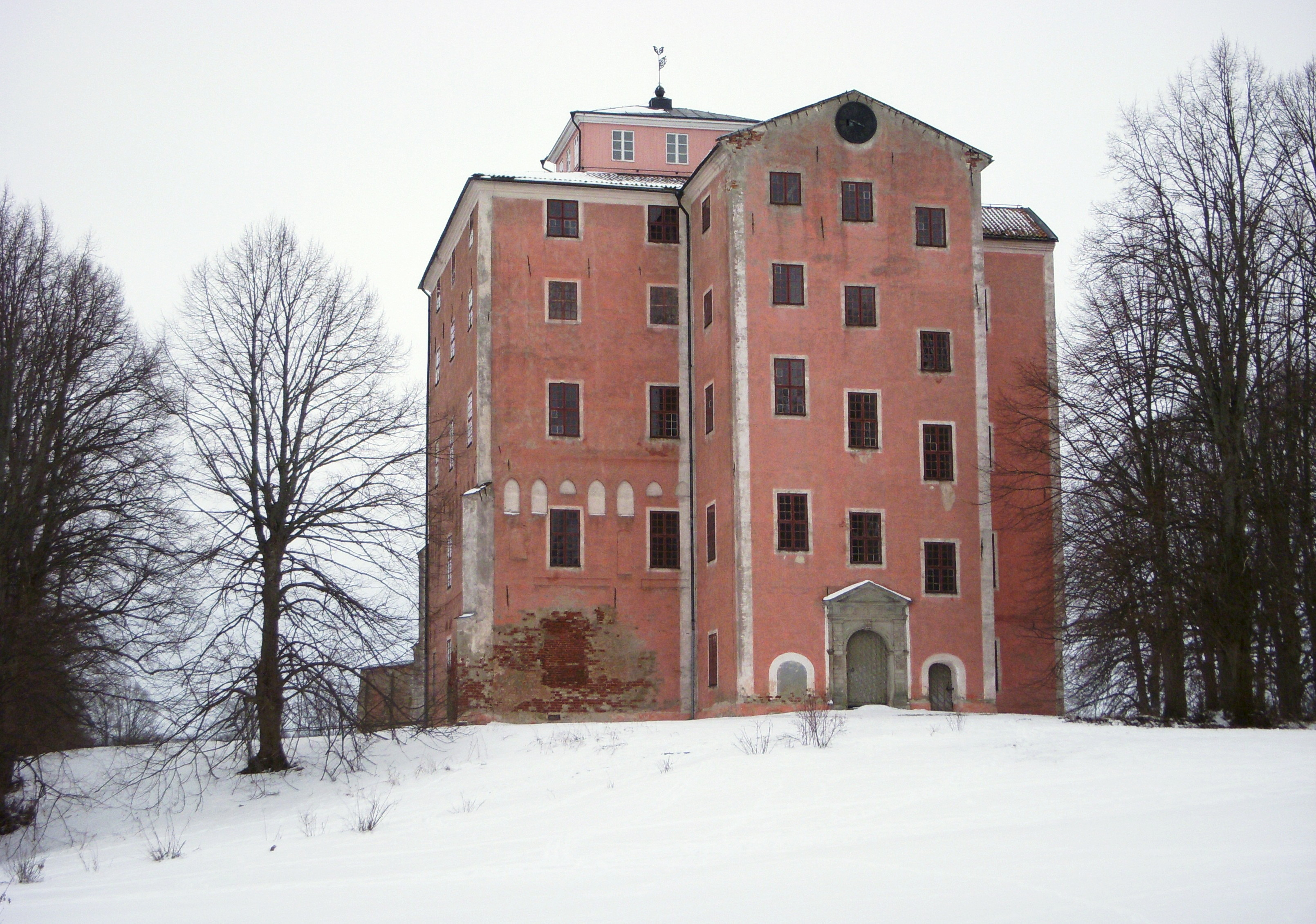
Schloss Tynnelsö, Nordseite

Schloss Tynnelsö ist ein Prachtbau in der schwedischen Gemeinde Strängnäs in der historischen Provinz Södermanland. Der größte Teil des dazugehörigen Gutes liegt auf der Insel Selaön im See Mälaren, doch das Schloss liegt auf der kleineren Insel Tynnelsö.
Seit 1940 gehört das Schloss durch Schenkung der Königlich Schwedischen Gelehrsamkeits-, Geschichts- und Antiquitätenakademie. Es wird vom Reichsantiquaramt verwaltet.
Tynnelsö tauchte 1282 erstmals in Schriften auf und 1306 gehörte das Gut der Diözese Strängnäs. Es wird angenommen, dass Bischof Tord Gunnarsson zum Ende des 14. Jahrhunderts das erste Steinhaus errichten ließ. In den 1490er Jahren entstand unter Bischof Kort Rogge ein neues Steinhaus, das heute die unteren Etagen des Schlosses darstellt. Das Gut wurde 1522 von Gustav Wasa erobert, der es 1527 in seinen königlichen Besitz überführte. Er besuchte das Schloss oft und seine Frau Margareta Eriksdotter Leijonhufvud verstarb am 26. August 1551 hier. Später kam Tynnelsö in den Besitz von Gustav Wasas 10. Kind, Herzog Karl, der dem Gebäude in den 1590er Jahren das Aussehen geben ließ, dass es heute noch hat.
Tynnelsö gehörte später Herzog Carl Phillip und der Königin Maria Eleonora von Brandenburg. Königin Christina schenkte es 1636 ihrer Cousine Elisabet Gyllenhielm, doch schon 1681 wurde das Gut unter Karl XI. wieder für die Krone eingezogen. Nachdem Karl XII. 1725 mit dem Schloss eine Schuld gegenüber Anna Woynarowska beglichen hatte, erfolgte ein zeitweiliger Verfall des Gebäudes. Im Jahr 1800 ließ die Familie Hebbe das Gut zu einem Familienfideikommiss umwandeln und kurz darauf erfolgte die Reparatur der Anlagen. Gewisse Teile wurden abgerissen und dafür erhielt das Schloss eine Laterne, die das Aussehen stark prägt. Später wurde um das Schloss ein großer Garten mit Obstbäumen angelegt.
Seit 1966 ist das Schloss als Byggnadsminne eingestuft.